# Tranvía de Detroit
El Tranvía de Detroit (QLine) es un sistema de transporte de Detroit, la mayor ciudad de Míchigan. Su primera y única línea fue inaugurada el 12 de mayo de 2017. Conecta el Downtown con el Midtown mediante un trayecto con 12 estaciones a lo largo de la Woodward Avenue.

## Historia
En diciembre de 2011, el consorcio de empresas e instituciones privadas y públicas en la región M-1 Rail anunció el plan para una línea de tranvía de 5,3 km a lo largo de una sección de esa ruta. Se proyectó que conectara el sistema del Detroit People Mover con la estación ferroviaria Detroit de Amtrak en New Center. El sistema de ferrocarril regional Ann Arbor-Detroit (que ahora lleva el nombre de la marca Quicken Loans) compró los derechos de denominación de la línea y en marzo de 2016 anunció el nombre QLine.

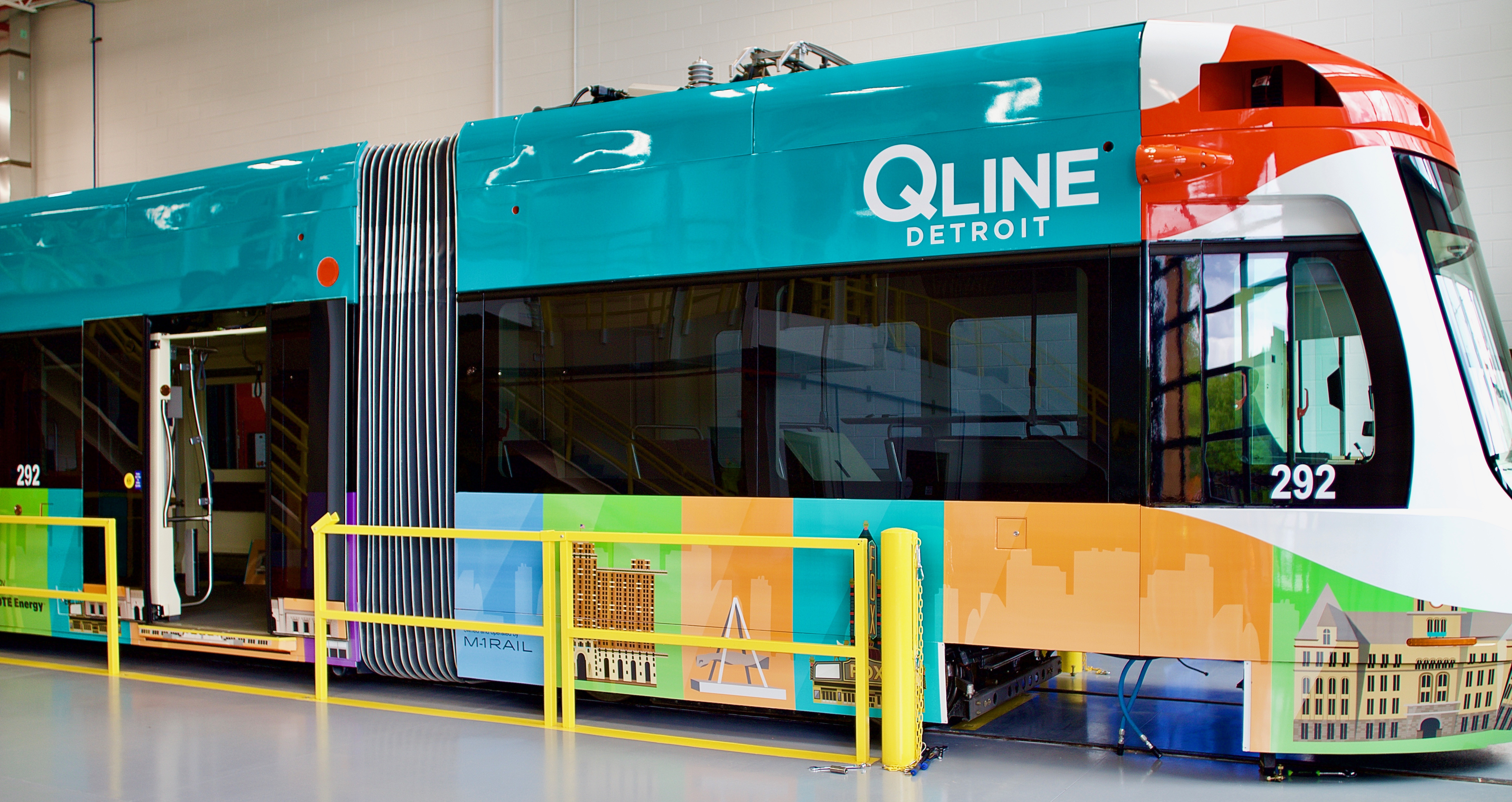
Un tranvía Brookville Liberty con los colores estándar del QLine.

El QLine se abrió para uso público el 12 de mayo de 2017. Aunque inicialmente estaba programado para ser gratuito solo durante el primer fin de semana, el período sin cobro se extendió más tarde por una semana, y luego hasta el 1 de julio, y nuevamente hasta el 1 de mayo de 2017. La semana de apertura fue de 50.000, con un pico de 8.300 durante el fin de semana y 5.120 de lunes a jueves. La cantidad diaria de pasajeros disminuyó a 3.000 cuando el servicio de pago comenzó el 5 de septiembre de 2017, con el 40% de los pasajeros pagando tarifas.

## Operación

### Ruta
El QLine atraviesa Woodward Avenue en su totalidad desde el centro a través de Midtown hasta New Center. La línea comienza en la terminal sur en Congress Street en la mediana antes de que las pistas se desplacen hacia la acera durante la mayor parte de su longitud. (Algunas partes de la línea tienen pistas que corren por el carril central de Woodward en el centro de la ciudad.) 
Después de viajar en el carril lateral de la acera, la línea gira de regreso al carril interior de la línea (mediana) en Amsterdam hasta el extremo norte de la línea en Grand Boulevard. Las vías sin ingresos continúan dos cuadras hasta el M-1 Rail Penske Tech Center, que sirve como sede para QLine y el garaje para los tranvías.
| Estación                                 | Barrio(s)                                           | Conexiones                 |
| ---------------------------------------- | --------------------------------------------------- | -------------------------- |
| Congress Street                          | Downtown, Financial District                        |                            |
| Campus Martius                           | Downtown                                            |                            |
| Grand Circus Park                        | Downtown, Grand Circus Park                         | Detroit People Mover       |
| Montcalm Street                          | Downtown, Foxtown                                   |                            |
| Sproat Street/Adelaide Street station    | Midtown, Brush Park, Cass Park                      |                            |
| Martin Luther King Boulevard/Mack Avenue | Midtown, Brush Park, Cass Corridor                  |                            |
| Canfield Street                          | Midtown, Medical Center                             |                            |
| Warren Avenue                            | Midtown, Cultural Center, Universidad Estatal Wayne | DDOT Crosstown (Ruta 14)   |
| Ferry Street                             | Midtown, Cultural Center, East Ferry                |                            |
| Amsterdam Street                         | New Center                                          |                            |
| Baltimore Street                         | New Center                                          | Estación Detroit de Amtrak |
| Grand Boulevard                          | New Center                                          | SMART                      |